# Luis García-Marquina
Luis Miguel García-Marquina Cascallana (28 de julio de 1979) es un deportista español que compite en ciclismo adaptado en la modalidad de ruta. Ganó una medalla de bronce en los Juegos Paralímpicos de Tokio 2020 en la prueba de contrarreloj (clase H3).

## Palmarés internacional
| Juegos Paralímpicos | Juegos Paralímpicos | Juegos Paralímpicos | Juegos Paralímpicos |
| Año                 | Lugar               | Medalla             | Prueba              |
| ------------------- | ------------------- | ------------------- | ------------------- |
| 2020                | Tokio (Japón)       | Medalla de bronce   | Contrarreloj H3     |